# Anatoli Michailowitsch Tscherepaschtschuk

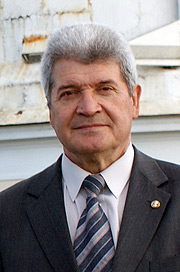
Anatoli Tscherepaschtschuk (2008)

Anatoli Michailowitsch Tscherepaschtschuk (russisch Анатолий Михайлович Черепащук; * 7. Juli 1940 in Sysran) ist ein russischer Astrophysiker und Hochschullehrer.

## Leben
Tscherepaschtschuk begann 1959 das Studium an der physikalisch-mathematischen Fakultät des Pädagogischen Instituts Kuibyschew. 1962 wechselte er zur Astronomie-Abteilung der physikalischen Fakultät der Lomonossow-Universität Moskau (MGU), wo er das Studium 1964 abschloss. Nach der anschließenden dreijährigen Aspirantur an der MGU verteidigte er seine Kandidat-Dissertation über die Untersuchung des Doppelsterns mit kollidierenden Sternwinden V444 Cygni im Sternbild Schwan mithilfe der inversen Photometrie. 1976 verteidigte er seine Doktor-Dissertation über Methoden und Ergebnisse der photometrischen Untersuchungen enger Doppelsterne mit ausgedehnten Atmosphären und anderer veränderlicher Objekte. Weitere Forschungsschwerpunkte wurden der Wolf-Rayet-Stern, Schwarze Löcher und später Wurmlöcher. Zusammen mit Andrei Nikolajewitsch Tichonows Mathematiker-Schule beschäftigte er sich  lange mit Inversen Problemen der Astrophysik.
1985 wurde Tscherepaschtschuk zum Professor ernannt. 1986 wurde er Leiter des Lehrstuhls für Astrophysik und Stellarastronomie und der Astronomie-Abteilung der physikalischen Fakultät der MGU. Gleichzeitig wurde er Direktor des Sternberg-Instituts für Astronomie, in dem er die Stellarastrophysik-Abteilung leitet. 1993 wurde er Vizevorsitzender der Astronomie-Abteilung der Russischen Akademie der Wissenschaften (RAN). 1997 wurde er Korrespondierendes Mitglied der RAN und 2006 Akademiker (Wirkliches Mitglied der RAN).
Tscherepaschtschuk unterzeichnete mit Schores Iwanowitsch Alfjorow, Garri Israilewitsch Abelew, Eduard Pawlowitsch Krugljakow, Andrei Iwanowitsch Worobjow, Witali Lasarewitsch Ginsburg, Sergei Georgijewitsch Inge-Wetschtomow, Jewgeni Borissowitsch Alexandrow, Lew Mitrofanowitsch Barkow und Michail Wissarionowitsch Sadowski den Offenen Brief der 10 Akademiker an Wladimir Putin gegen die Klerikalisierung des Landes, den der Akademiker Georgi Sergejewitsch Golizyn zusammen mit den Korrespondierenden Mitgliedern der RAN Gennadi Wassiljewitsch Malzew und Felix Feodossjewitsch Kusnezow und den Akademikern Timur Magometowitsch Enejew und Georgi Alexandrowitsch Sawarsin 2007 veröffentlichte.
Von 2010 bis 2011 und von Mai bis Dezember 2013 führte er die Sendung über den Menschen, die Erde und das Universum im Fünften Kanal. Später wurde die Sendung vom öffentlichen russischen Fernsehen übernommen.
Tscherepaschtschuk ist Mitglied des Organisationskomitees der Internationalen Astronomischen Union (seit 1979), der Royal Astronomical Society (seit 1999) und Vizepräsident der Europäischen Astronomischen Gesellschaft (seit 2000). Er ist Mitherausgeber der Zeitschrift für Experimentelle und Theoretische Physik und der Astrophysics and Space Science.

## Ehrungen, Preise
- Komsomol-Preis (1974)
- Lomonossow-Preis I. Klasse der MGU (1988)
- Orden der Freundschaft (1999)
- Lomonossow-Preis der MGU für Pädagogik (2001)[1]
- Belopolski-Preis der RAN (2002)
- Staatspreis der Russischen Föderation für Wissenschaft und Technik (2008 zusammen mit Dmitri Alexandrowitsch Warschalowitsch und Alexei Maximowitsch Fridman)[8]
- Preis der Regierung der Russischen Föderation für Bildung (2013)